# Paul Jean Hugues
Pour les articles homonymes, voir Hugues.
Paul Jean Hugues, né le 6 mars 1891 à Paris, où il est mort le 4 décembre 1972, est un peintre français.

## Biographie
Paul Jean Hugues naît le 6 mars 1891 à Paris.
Il est un élève de Fernand Cormon et d'Henri Royer. Il expose régulièrement à Paris au Salon des Artistes Français, dont il devient membre en 1923. Il expose aussi à Dijon.
Paul Jean Hugues meurt en 1950.